# Куделькин, Виктор Иванович
Куделькин Виктор Иванович (9 января 1911, Алатырь, Симбирская губерния — 11 июня 1995, Казань, Российская Федерация) – советский живописец, член Союза художников СССР (1940). Заслуженный художник РСФСР.

## Биография
Родился в городе Алатырь. Участвовал в Великой Отечественной войне 1941—1945.

Мемориальная доска в Казани

В 1946—1975 годах преподавал в Казанском художественном училище.

## Основные произведения
- «Улица Казани» (1941),
- «Юная художница» (1955),
- «Волжанка» (1963),
- «Перерыв» (1964),
- «У моря студёного» (1965),
- «9 Мая. Портреты ветеранов войны и труда» (1985).

## Награды
- орден Красной Звезды (1945),
- Заслуженный деятель искусств Татарской АССР (1960),
- народный художник Татарской АССР (1971),
- заслуженный художник РСФСР (1978).
- орден Отечественной войны II степени (1985)[1],
- медали.
- Государственная премия Татарской АССР имени Габдуллы Тукая (1986).